# آقابابا (قزوین)
آقابابا، روستایی از توابع بخش آقابابا شهرستان قزوین در استان قزوین ایران است.
قابلیتها و محدودیتها:
از مهترین قابلیتها و توانایی‌های بالقوه می‌توان به نیروهای انسانی مستعد وفعال در زمینه‌های مختلف علمی، صنعتی، کشاورزی، هنری، ورزشی وغیره اشاره کرد که مسلماً از مهم‌ترین داشته‌های هر ملتی محسوب می‌شوند و کشف و سرمایه‌گذاری روی این استعدادها جزو مهمات مسلم است.
نیز در کنار این موضوع وجود شخصیتهای بزرگ هم از داشته‌های این روستا می‌باشند. گذشته از نیروی انسانی باید به موقعیت استراتژی روستا یعنی واقع شدن آن در حاشیه جاده بین‌المللی اشاره کرد که سهل الوصول بودن به امکانات شهری را موجب شده است. نیز وجود بعضی آثار و ابنیه‌های تاریخی از قبیل موزه و قهوه‌خانه سنتی جنب موزه را هم می‌توان از سرمایه‌های روستا به‌شمار آورد.
زمین‌های کشاورزی، آب قنوات، آب وهوای سالم را نیز در کنار قابلیتهای آن می‌توان مطرح کرد. با توجه به آمار دانش آموزی و فارغ التحصیلان روستای آقابابا وروستاهای تابعه، به نبود مراکز علمی از قبیل دانشگاه یا دانشکده علمی، دبیرستان پسرانه وهنرستان اشاره کرد که بعضآ موجبات ترک تحصیل دانش آموزان و فارغ التحصیلان را فراهم می‌آورد نیز فقدان ورزشگاه و امکانات ورزشی از محدودیتهای در این زمینه است موقوفه بودن زمینهای آقابابا از محدودیتهای بارز این روستا است. که مانع از ایجاد و توسعه مراکز صنعتی وتولیدی شده است که تلاش در جهت حل موضوع اوقاف خود به خود زمینه صنعتی شدن این روستا را با توجه به موقعیت خاص زمینهای موجود که قابلیت این امر را دارا می‌باشند موجب می‌شود چرا که فقدان آب وفقدان میزان زمینهای مناسب زیر کشت وتک محصولی بودن موجبات رکود کشاورزی و افزایش بیکاری نیز بیکاری پنهان را در این روستا فراهم آورده که به نظر می‌رسد با صنعتی شدن مشکل بی‌کاری نیز تا حد زیادی مرتفع خواهد شد. البته اهتمام به حفر قنوات و چاه‌های عمیق و نیمه عمیق وگسترش کشاورزی وباغداری نیز برنامه‌ریزی وسازماندهی خاص را نیاز دارد که موجبات خود کفایی را در این زمینه فراهم خواهد کرد. از قابلیتهای دیگر آثار و ابنیه‌های تاریخی آقابابا (از قبیل موزه وقهوه خانه سنتی جنب موزه) را می‌توان نام برد که در حد واندازه‌های خود می‌توان از آنها در جنبه توریستی استفاده کرد. عبور لوله گاز از دو کیلومتری این روستا نیز این امکان را فراهم آورده که از این سرمایه ملی استفاده شود. اما متأسفانه به دلایلی هنوز امکان‌پذیر نشده است وتلاش دست‌اندرکاران وهمت ملی را می‌طلبد.
. با توجه به اینکه وجود رودخانه‌های فصلی نظیر قوری چای، پرپر چای از قابلیتهای بالقوه روستا می‌باشد از راهکارهای مناسب در زمینه بهبود وضعیت کشاورزی می‌توان به کنترل واستفاده مجدد از سیلابهای فصلی رودخانه‌های فوق‌الذکر در قالب آب‌بندهای کوچک خاکی اشاره نمود که می‌تواند گامی مفید در امر کشاورزی باشد. پیگیری وحصول نتیجه در مورد سهمیه آب روستا از سد خاکی مرتضی آباد که از حقوق قانونی اهالی می‌باشد از کارهایی است که باید مد نظر قرار گیرد. با توجه به وجود نیروی جوان و مستعد در سطح روستا احداث کارگاه‌های کوچک صنعتی نظیر قالیبافی پرورش قارچ (که یک نمونه در آقابابا اجرا شده) اجرای طرحهای پرورش دام وطیور نیز از مواردی می‌باشد که باید مد نظر قرار گیرد. یکپارچه سازی باغات و یونجه زارها وکشت مکانیزه آنها وتنظیم سیستم آبیاری تا از آب موجود بهینه استفاده گردد از راهکارهای لازم در زمینه کشاورزی روستا می‌باشد. همچنین با ایجاد فضاهای ورزشی مناسب می‌توان تا حد زیادی از هرز رفتن نیروی جوان و انحطاط فکری وجسمی آنها جلوگیری کرد.
ادارات و سازمانهای مستقر در آقابابا در حال حاضر به شرح ذیل می‌باشد
اداره برق، دهیاری، درمانگاه، پایگاه بسیج، پاسگاه انتظامی، کانون فرهنگی، مخابرات، پست بانک، تعا ونی روستایی شعبه نفت، خانه بهداشت صندوق قرض الحسنه آب و فاضلاب روستاییُ مرکز بهداشت، آتش‌نشانی، اورژانس، کتابخانه، سالن ورزشی، دبستان، دبیرستان، صندوق خیریه.

## جمعیت
این روستا در دهستان ایلات قاقازان شرقی قرار دارد و بر اساس سرشماری مرکز آمار ایران در سال ۱۳۸۵، جمعیت آن ۲٬۳۷۳ نفر (۵۵۸خانوار) بوده است.